# Imgdal
Imgdal (en àrab امكدال, Imgdāl; en amazic ⵉⵎⴳⴷⴰⵍ) és una comuna rural de la província d'Al Haouz, a la regió de Marràqueix-Safi, al Marroc. Segons el cens de 2014 tenia una població total de 5.467 persones.